# چهاردهمین دالایی لاما
دالایی لامای چهاردهم (نام مذهبی: تنزین گیاتسو، مخفف شده از جتسون جامفل نگاوانگ لوبسانگ یشه تنزین گیاتسو، متولد لهامو داندروب، ۶ ژوئیه سال ۱۹۳۵) دالایی لامای کنونی و چهاردهمین است. دالای لاماها با نفوذترین چهره‌ها در دودمان گلوگپالی‌ها در بین بوداییان تبتی هستند، اگر چه چهاردهمین دالایی لاما بر تمامی آن‌ها تسلط پیدا کرده دارد. او جایزه صلح نوبل را در سال ۱۹۸۹ برد و نیز بخاطر حمایت مادام‌العمر خود از تبتی‌ها در داخل و خارج از تبت شناخته شده‌است. تبتی‌ها بر اساس سنت بر این باورند که او تناسخ پیشینیان خود و مظهر «بودی ساتوای مهربان» می‌باشد.
دالایی لاما در تاکتسر، چینگهای (که همچنین در میان تبتی‌ها به عنوان آمدو شناخته می‌شود) متولد شد.
و به عنوان تولد دوباره سیزدهمین دالایی لاما دو سال بعد انتخاب شد، اگر چه، او به‌طور رسمی در تاریخ ۱۷ نوامبر سال ۱۹۵۰و وقتی که ۱۵ ساله بود به عنوان چهاردهمین دالایی لاما به رسمیت شناخته شد. کنترل دولت و تقریباً تمام منطقه خودمختار تبت که جمهوری نوپای چین آرزوی حکومت بر آن را داشت بر عهده اوست. بر سر اینکه آیا دولت مربوط در اداره امور به روش کومونیستی - تبت به توافق رسیده یا نه اختلاف وجود دارد.
در طول سال ۱۹۵۹ قیام تبت که چین از آن به عنوان قیام ملاکان فئودال یاد می‌کند، دالایی لاما که اعتراض‌های گسترده‌ای داشت به هند فرار کرد، جایی که او جمهوری خلق را محکوم کرد و دولت تبت در تبعید را تأسیس کرد. از آن زمان به بعد او به عنوان یک سخنران کاریزماتیک سفرهایی به دور دنیا را آغاز کرد، و در این حین به حمایت از منافع تبتی‌ها، آموزش بودیسم تبتی و صحبت کردن در مورد اهمیت شفقت به عنوان سرچشمه شادی‌ها مبادرت نمود. نهادهای در سراسر جهان، همواره از جانب دولت چین تحت فشار قرار می‌گیرند که او را نپذیرند. او در مورد موضوعاتی مانند سقط جنین، اقتصاد، اسلحه گرم و تمایل‌های جنسی صحبت کرده‌است، و مباحثه‌هایی را نیز در زمینه رفتارش با پیروان "دورج شوگدن"، ارتباطش با سازمان سیا و مسائل دیگر برانگیخته‌است.

## اوان زندگی و سابقه

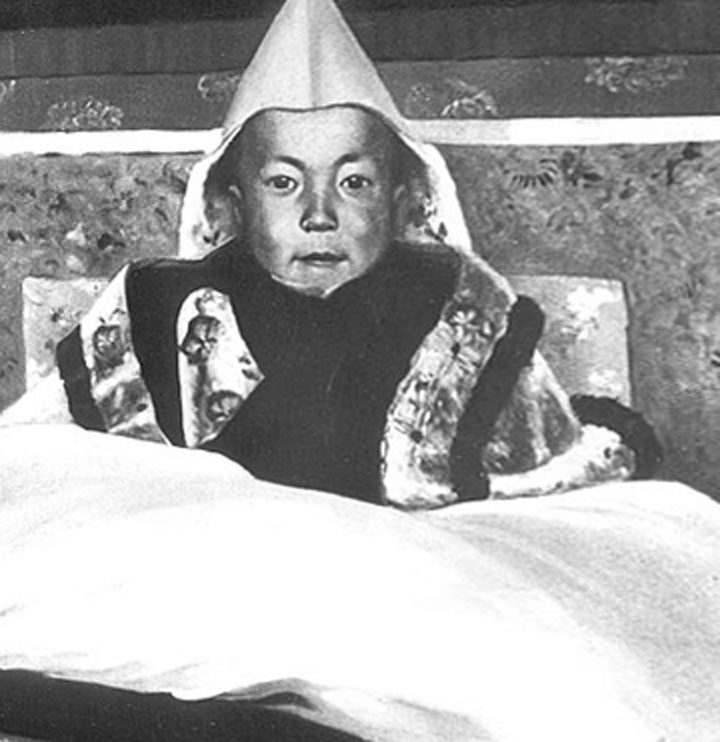
دالایی لاما در کودکی

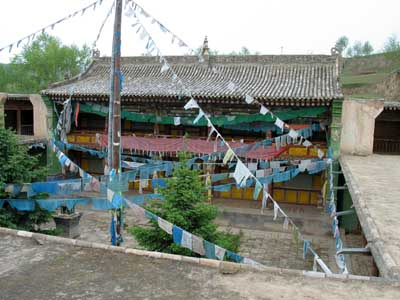
خانه‌ای که دالایی لاما در آن متولد شد

لهامو دوندروب (یا توندوپ) در تاریخ ۶ ژوئیه سال ۱۹۳۵ در یک خانواده کشاورز و تاجر اسب در دهکده کوچک تاکتسر در مرز شرقی منطقه سابق تبت از آمدو به دنیا آمد
پس از آن به استان چینگ‌های چین جذب شد.
او یکی از هفت خواهر و برادری بود که در کودکی زنده مانده بودند. مسن‌ترین خواهرش تسرینگ دلما بود، که هجده سال از او بزرگتر بود. برادر بزرگش توپتن جیگمه نوربو، در سن هشت سالگی به عنوان تناسخ از لامای بزرگ تاکتسر رینپوچه شناخته شده بود. خواهر او، جتسون پما، بیشتر دوران بزرگسالی خود را در پروژه روستای کودکان تبتی به سر برد. زبان اول دالایی لاما، به گفته خودش، "زبان ایکسینگ شکسته بود که (زبان محلی) زبان چینی بود چون خانواده‌اش به زبان محلی تبتی صحبت نمی‌کردند.
تا قبل از ۱۹۳۹ دالایی لاما و خانواده‌اش به زبان محلی ایکسینگ چینی به عنوان زبان اصلی خود صحبت می‌کردند تا اینکه به لهاسا نقل مکان کردند.
تبتیها به‌طور سنتی باور دارند که دالای لاماها تناسخ پیشینیان خود هستند و اعتقاد دارند که هر یک از آن‌ها تجلی بشر از «بودیساتا آوالوکیتسوارا» هستند. یک گروه جستجو برای پیدا کردن تناسخ جدید چهاردهمین دالایی لاما زمانی‌که وی دوساله بود فرستاده شد.
گفته شده‌است که در میان نشانه‌های دیگر، سر بدن مومیایی سیزدهم دالایی لاما، ابتدا به سمت جنوب شرقی بوده‌است و بعدها به طرز مرموزی به سمت شمال شرق چرخیده و جهتی را که در آن جانشین او پیدا خواهد شد نشان داده‌است. مدت کوتاهی پس از آن بر نایب السلطنه، رتینگ رینپوچه در دریاچه مقدس لهامو لا تسوالهام شد که در "آمدو"به جستجو بپردازد به ویژه خانه‌ای یک طبقه با ناودان و کاشیکاری خاص را جستجو کند. پس از جستجوی گسترده بالاخره خانه تاندوپ، با ویژگی‌هایی شبیه آن‌هایی که ریتینگ دیده بود پیدا شد.
توندوپ با وسایل مختلف از جمله اسباب بازی‌هایی که برخی از آن‌ها متعلق به سیزدهمین دالایی لاما بودند و برخی از آن‌ها مال او نبودند مورد امتحان قرار گرفت. گزارش شده بود که او به درستی تمام موارد متعلق به دالایی لامای قبلی را شناسایی کرد و اعلام کرد که، "این مال من است! این مال من است!"
"مابوفنگ" ژنرال چینی
چینی نمی‌خواست که چهاردهمین دالای لاما جانشین اجداد خود شود. به همین دلیل با مستقر کردن نیروهای خود دالایی لاما را تحت بازداشت خانگی قرار داد و اظهار داشت که به خاطر محافظت از وی مانع خروج او از تبت خواهد شد.
او با درخواست مبالغ بسیار زیادی از پول نقره هر کاری می‌توانست کرد تا انتقال دالایی لاما را از چینگ‌های به تبت به تأخیر بیندازد،
وجه پرداختی که توسط ما بوفنگ خواسته شده بود ۱۰۰٬۰۰۰ دلار نقره چینی بود.
اما «توندوپ لهامو» به‌طور رسمی به عنوان تناسخ دالایی لاما به رسمیت شناخته شده بود و به «جتسون جامفل نگاوانگ لوبسانگ یشه تنزین جر مقدس، شکوه لطیف، مهربان، مدافع ایمان، اقیانوسی از حکمت) تغییر نام داده بود. اگرچه او به‌طور رسمی به عنوان حاکم غیر روحانی تبت تا سن ۱۵ سالگی بر تخت نشانده نشد و به جای او نایب السلطنه به عنوان رئیس کاشاگ تا آن زمان عمل می‌کرد. بودایی‌های تبت به‌طور معمول از او به عنوان ییشین نوربو (گوهر برآوردن آرزوها)، کیابگون (نجات دهنده)، یا فقط کوندان (حضور) یاد می‌کنند. مریدان او اغلب او را حضرت دالایی لاما (His Holiness the Dalai Lama) صدا می‌زنند، و همین عنوان در وب سایت دالایی لاما هم به کار گرفته شده‌است.
آموزش او رهبانی در سن شش سالگی آغاز شد، معلمان اصلی او یونگدزین لینگ رینپوچه (معلم ارشد) و یونگدزید تریجانگ رینپوچه (معلم کهتر) بودند. در سن ۱۱ سالگی او هاینریش هارر، کوه‌نورد اتریش ی را ملاقات کرد که معلم فیلم‌سازی و معلم خصوصی او دربارهٔ دنیای خارج از لهاسا شد. هارر به‌طور مؤثری یکی آموزگاران دالایی لامای جوان شد و به او دربارهٔ دنیای بیرون آموزش می‌داد. این دو نفر تا زمان مرگ هارر در سال ۲۰۰۶ دوست باقی‌ماندند.
او در طول سال ۱۹۵۹ در سن ۲۳ سالگی امتحان نهایی خود را در معبد جوخانگ لهاسا در هنگام مونلام سالانه یا جشنواره نماز انجام داد. او با درجه ممتاز قبول شد و درجه لهارامپا، بالاترین سطح مدرک تحصیلی گشه، تقریباً معادل دکترا در فلسفه بودایی به او اهدا شد.

## زندگی به عنوان دالایی لاما

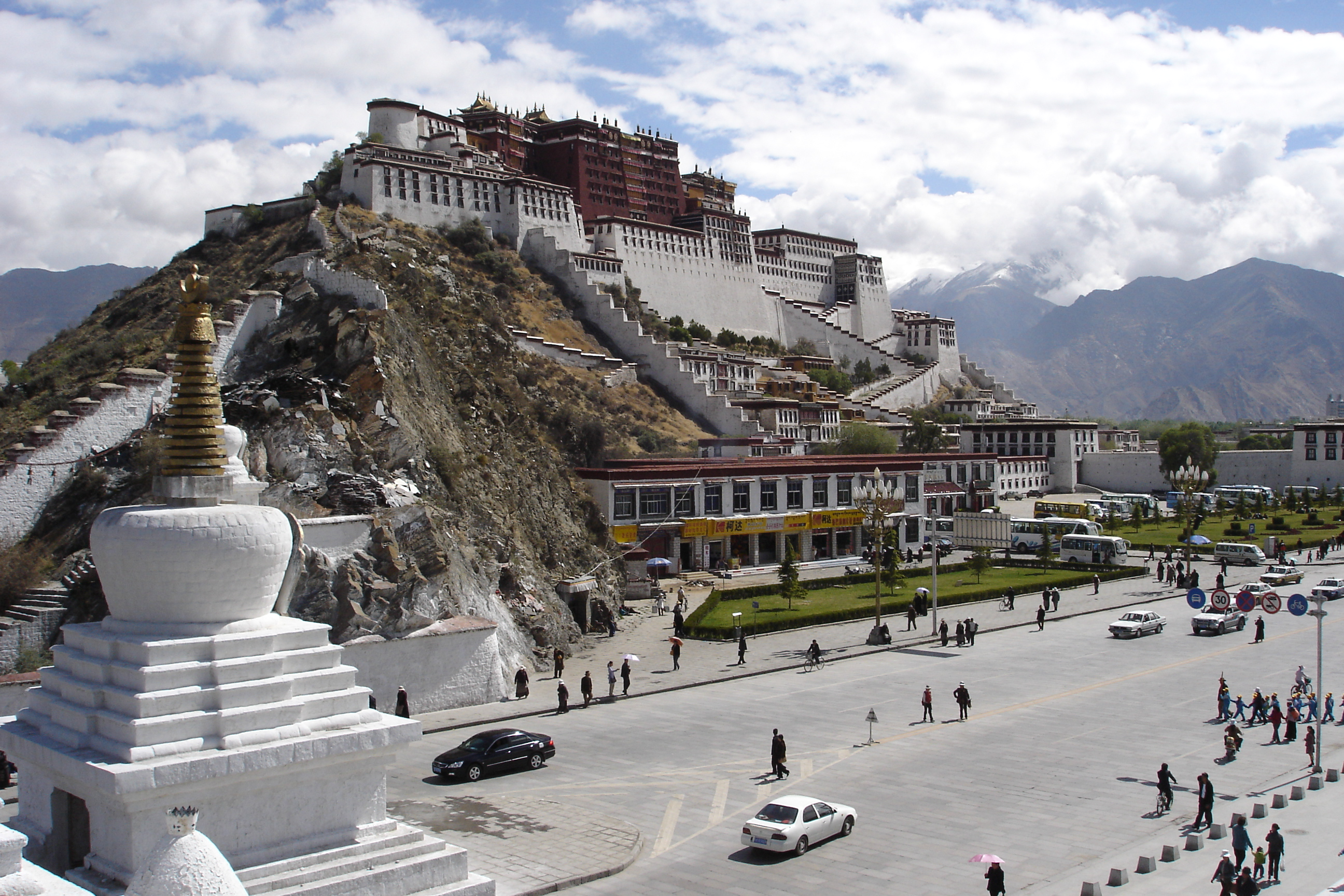
Lhasa's کاخ پوتالا جهان سایت میراث فرهنگی، عکس در ۲۰۰۶از

از لحاظ تاریخی دالای لاما در منطقه یو-تسانگ غربی تبت در اطراف لهاسا نفوذ سیاسی و مذهبی داشت، جایی که در آن مدرسه گلوگ بودیسم تبتی محبوب بود و منطقه تحت نفوذ و قدرت دالای لاماها بود. در سال ۱۹۳۹ در سن چهارسالگی، دالایی لامای حاضر در یک گروه مشایعین از لاماها به لهاسا برده شد. دوران کودکی دالایی لاما بین کاخ پوتالا و نوربولینگکا، اقامتگاه تابستانی او سپری شد.
چین ادعا می‌کند که دولت اکومینتانگ چهاردهمین دالایی لاما را تأیید کرد و نماینده کومینتانگ، ژنرال «وو زونگزین»، مراسم را اداره می‌کرد. او به تصدیق نامه‌ای که درتاریخ فوریه سال ۱۹۴۰ صادر شد و نیز به یک فیلم مستند از مراسم در این داستان اشاره می‌کند.
بر طبق گفته «تسرینگ شاکیا»، وو زونگزین همراه با سایر نمایندگان خارجی در مراسم حاضر بوده، اما هیچ مدرکی دال بر ریاست او در آن مراسم وجود ندارد
او همچنین نوشته‌است:
در ۸ ژوئیه ۱۹۴۹، پارلمان تبت «چن زیزانگ» را که مدیر اجرایی مغول ی و تبتی دفتر کمیسیون امور در لهاسا بود را فرا خواند. او مطلع شد که دولت تبت تصمیم به اخراج تمام چینی‌های مرتبط با دولت گومینگدانگ را گرفته‌است. از ترس اینکه چینی‌ها ممکن است تظاهراتی را در خیابان‌های لهاسا سازماندهی کنند، پارلمان تبت حکومت نظامی اعلام کرد تا همه چینی‌ها آنجا را ترک کنند. این کار در ۱۴، ۱۷ و ۲۰ ژوئیه ۱۹۴۹ انجام شد. در همان زمان دولت تبت تلگراف ی به ژنرال چیانگ کایشک و به رئیس‌جمهور لیو زونگرن ارسال کرد و آن‌ها را از این تصمیم مطلع ساخت.
در دوران حکومت او بحران مرزی با جمهوری خلق چین در سال ۱۹۴۲ درگرفت. بر اساس دستورهای دولت کومینتانگ، «ما بوفنگ» فرودگاه یوشو را برای جلوگیری از جدایی طلبان تبتی خواهان استقلال تعمیر کرد.
چیانگ همچنین در سال ۱۹۴۲ دستور داد که ما بوفنگ سربازان مسلمان خود را برای حمله به تبت به حالت آماده باش قرار دهد.
ما بوفنگ اطاعت کرد و چند هزار سرباز را به مرز تبت منتقل کرد.
چیانگ همچنین تبتی‌ها را در صورت همکاری با ژاپنی‌ها به بمباران هوایی تهدید کرد. ما بوفنگ به صومعه تسانگ بودایی در تبت در سال ۱۹۴۱ حمله کرد.
متن صفحه.
او دائماً به صومعه لابرانگ حمله می‌کرد. در اکتبر ۱۹۵۰ ارتش جمهوری خلق چین در مرز قلمرو دالایی لاما رژه نظامی انجام داد و یک گروه از نمایندگان خود را بعد از شکست لشکر ارتش تبت در منطقه "خام" عازم نمود. در ۱۷ نوامبر ۱۹۵۰ در سن ۱۵ سالگی چهاردهمین دالای لاما به‌طور رسمی به عنوان حاکم موقت بر مسند نشانده شد.

## همکاری و درگیری با دولت چین
همکاری حکومت رسمی چین و دالایی لاما کوتاه بود. او یک نماینده به شهر پکن فرستاد که توافقنامه هفده مورد برای آزادی صلح‌آمیز تبت را تصویب کند.
او با دولت چین کار کرد: در سپتامبر ۱۹۵۴ همراه با دهمین پانچون لاما او برای دیدار با مائو تسه تونگ به پایتخت چین رفت و در اولین جلسه کنگره ملی خلق که بیشترین بحث در مورد قانون اساسی چین بود به عنوان نماینده حضور یافت.
در ۲۷ سپتامبر ۱۹۵۴ دالایی لاما به عنوان معاون رئیس کمیته ملی کنگره مردم انتخاب شد،
و این مقام را به‌طور رسمی تا ۱۹۶۴ در تصرف داشت.
در سال ۱۹۵۶ دالایی لاما در مسافرتی به هند - به مناسبت جشن تولد بودا - از نخست‌وزیر هندوستان، جواهر لعل نهرو، پرسید که آیا به او پناهندگی سیاسی برای اقامت می‌دهد؟ نهرو به بهانه اینکه این اقدام تحریکی علیه صلح است از آن سر باز زد و موضع بیطرفانه دولت هند را که طی قرار داد ۱۹۵۴ با دولت چین به آن متعهد شده بود به وی یادآوری نمود.

## تبعید به هند
در آغاز قیام تبت در ۱۹۵۹، دالایی لاما از ترس جان خود با همراهانش، فرار نمود،
و در روز ۳۰ مارس ۱۹۵۹ وارد هند شدند و در ۱۸ آوریل به تزپور در آسام رسیدند.
مدتی بعد او دولت تبت تبعیدی را در دارامسالای هند که اغلب به عنوان «لهاسای کوچک» از آن یاد می‌شود راه اندازی کرد. او پس از تأسیس دولت تبعیدی به حدود ۸۰٬۰۰۰ پناهنده تبتی که او را در تبعید همراهی کرده بودند در خانه‌های کشاورزی اسکان داد.
او یک سیستم‌های آموزشی تبتی ایجاد کرد تا کودکان تبتی زبان، تاریخ، مذهب و فرهنگ را بیاموزند. در سال ۱۹۵۹ مؤسسه تبتی هنرهای نمایشی [۸] تأسیس شد و مؤسسه مرکزی مطالعات عالی تبتی به دانشگاه اصلی تبتی در هند تبدیل شد. او به منظور حمایت و حفظ تعالیم بودایی تبتی و روش زندگی تبتی از تأسیس مجدد ۲۰۰ صومعه و دیر پشتیبانی کرد.
دالایی لاما برای حمایت از حقوق تبتی‌ها از سازمان ملل متحد کمک خواست. بالاخره این درخواست طی ۳ قطعنامه پذیرفته شده توسط مجمع عمومی در سال ۱۹۵۹، ۱۹۶۱ و ۱۹۶۵، قبل از اینکه به جمهوری خلق چین اجازه داشتن نماینده در سازمان ملل داده شود به نتیجه رسید.
قطعنامه از چین خواست تا به حقوق بشر تبتی‌ها احترام بگذارند در طی سال ۱۹۶۳، دالایی لاما یک قانون اساسی دموکراتیک بر اساس اعلامیه جهانی حقوق بشر وضع نمود و یک پارلمان منتخب و یک دولت برای دفاع از اهداف خود ایجاد کرد. در سال ۱۹۷۰، او کتابخانه تبت را در دارامسالا افتتاح کرد که بیش از ۸۰٬۰۰۰ نسخه خطی و آثار و منابع مهم تاریخی، سیاسی و فرهنگی را در خود دارد و یکی از مهم‌ترین نهادها ی تبت‌شناسی در جهان در نظر گرفته شده‌است.

## حمایت بین‌المللی

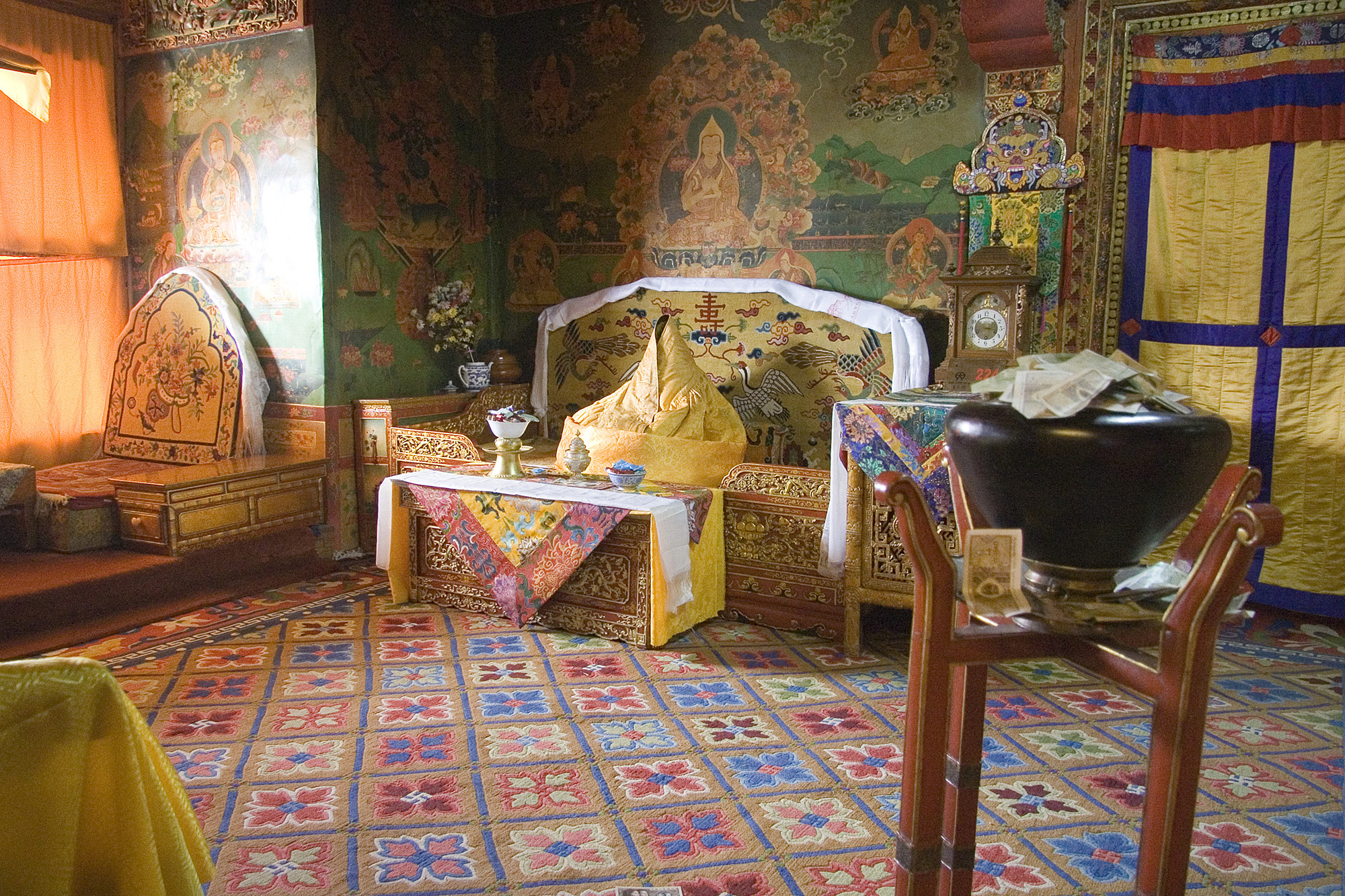
اقامتگاه پیشین دالای لاما در پوتالا - قرار دادن لباس خالی او بر روی تخت و تاج به عنوان نماد غیبت ویدر

کنگره انجمن حقوق بشر در ۱۹۸۷ در واشینگتن دی سی، دالایی لاما پیرامون ایده‌های خود در مورد وضعیت آینده تبت سخنرانی کرد. این طرح کلی به منظور معرفی تبت به عنوان (منطقه صلح و دموکراسی) بدون هیچ سلاح هسته‌ای و ممانعت از ورود چینی‌های هان به منظور حمایت از حقوق بشر صورت گرفت.. این طرح بعدها به «طرح استراسبورگ» تغییر نام داد، چرا که در ۱۵ ژوئن ۱۹۸۸ این طرح در استراسبورگ توسط دالایی لاما گسترش یافت. او پیشنهاد ایجاد تبت خودگردان را که در عین حال با جمهوری خلق چین همکاری دارد ارائه داد.
این طرح احتمال داشت که از طریق مذاکرات با دولت PRCبه ثمر رسیده و آن‌ها را متقاعد کند اما این طرح توسط دولت در تبعید تبت در سال ۱۹۹۱ رد شد. دالایی لاما اعلام کرد که تنها در صورتی به تبت بازخواهد گشت که دولت چین هیچ گونه شرطی برای وی تعیین نکند.
در ۱۹۷۰، پس از آن پارامونت، رهبر دنگ ژیائوپینگ اعلام داشت چینی‌های وطن دوست باید تنها در صورتی که دالایی لاما شهروند چین شود به سمت او بازگردند و این‌گونه میهن‌پرستی خود را نشان دهند".
دالایی لاما تولد هفتاد سالگی اش را در ۶ ژوئیه ۲۰۰۵ جشن گرفت. حدود ۱۰٬۰۰۰ پناهنده تبتی، راهبان و گردشگران خارجی در خارج از خانه او جمع شدند. الیگزیوس ۲ اسقف کلیسای روسی ارتودوکس روابط مثبت با بودایی‌ها را تأیید کرد. سپس رئیس‌جمهوری چین (تایوان)، چن شویی- بیان، در شب جشن تولد دالایی لاما در سالن یادبود چیانگ کای شک در تایپه حضور پیدا کرد.
در اکتبر ۲۰۰۸ در ژاپن، دالایی لاما به خشونتی که در تبت در سال ۲۰۰۸ به اوج رسیده بود اشاره کرده و خاطر نشان کرد که دولت چین او را به تحریک آشوب متهم کرده‌است. وی در پاسخ به این اتهام گفت که او از تلاش بیشتر برای مذاکره با دولت چین ناامید شده بود و دیگر نوبت مردم تبت بود که برای سرنوشت خود تصمیم بگیرند.

## فعالیت‌های آموزشی

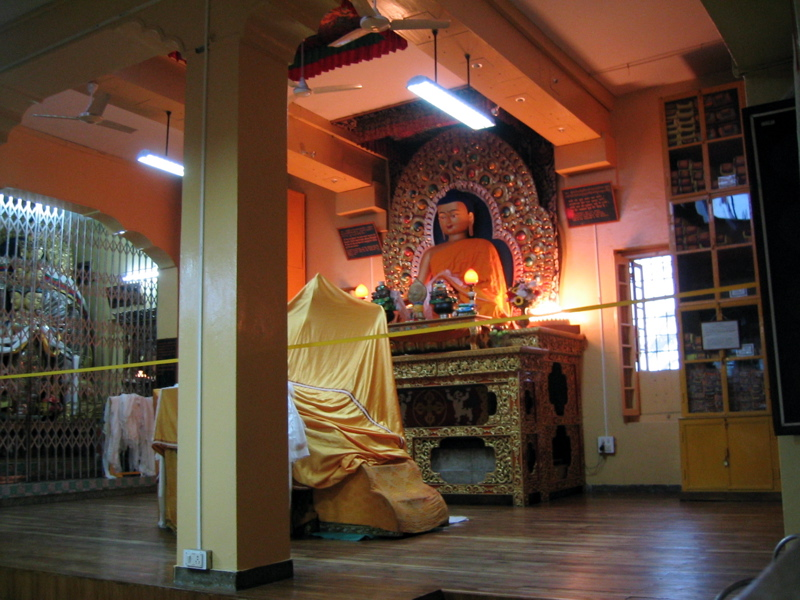
دالایی لاما در اتاق اصلی تدریسدالایی

لاما مراسم‌های عمومی زیادی را در کالاچاکرا اداره کرده‌است و نویسنده کتاب‌های بسیاری است، از جمله کتاب در موضوع دزوگچن، کاری که او آن را با موفقیت به پایان رساند. در فوریه ۲۰۰۷، به دالایی لاما لقب استاد برجسته ریاست در دانشگاه در آتلانتا جورجیا اهدا شد، این اولین باری بود که وی انتصاب یک مرکز دانشگاهی را پذیرفت
در آوریل ۲۰۰۸ در تور ایالات متحده در دانشگاه میشیگان آن آربور و در دانشگاه کلگیت (نیویورک) سخنرانی کرد.
بعدها در ماه ژوئیه، دالایی لاما سخنرانی‌های عمومی انجام داد و یک سری از آموزش‌ها را در دانشگاه ل‌های (پنسیلوانیا) اداره کرد.

## گفتگوی بین ادیان
دالایی لاما با پاپ پل ششم در واتیکان در سال ۱۹۷۳ دیدار کرد. او با پاپ ژان پل دوم در سال ۱۹۸۰ و همچنین بعدها در سال‌های ۱۹۸۲، ۱۹۸۶، ۱۹۸۸، ۱۹۹۰، و ۲۰۰۳ ملاقات کرد. در سال ۱۹۹۰ او در دارامسالا با یک هیئت نمایندگی از معلمان یهودی برای گسترش گفتگوی بین ادیان ملاقات داشت.
او از آن زمان به بعد ۳ بار از اسرائیل بازدید کرد و در سال ۲۰۰۶ با خاخام اعظم اسرائیل دیدار کرد. در سال ۲۰۰۶ او با پاپ بندیکت شانزدهم به صورت خصوصی دیدار کرد. او با اسقف اعظم کانتربری، دکتر رابرت رونسی و دیگر رهبران کلیسای آنگلیکان در لندن، گوردون ب. هینچکلی، رئیس کلیسای مورمونها و همچنین ارتدوکس ارشد کلیسا، مسلمان، هندو، یهودی، و مقامات سیک ملاقات کرده‌است. دالایی لاما نیز در حال حاضر عضو هیئت رهبران مذهبی جهان که بخشی از مؤسسه بین مذاهب الیجاه است می‌باشد
و در نشست سوم هیئت رهبران مذهبی جهان در امریتسار، هند در تاریخ ۲۶ نوامبر ۲۰۰۷ برای بحث در مورد موضوع عشق و بخشش شرکت کرد.
در ۶ ژانویه ۲۰۰۹ در گجرات ماهوا، دالایی لاما یک "گفتگو و هم نوایی جهانی بین ادیان " را افتتاح کرد و کنفرانس توسط واعظ موراری باپوی هندو برگزار شد. این کنفرانس بنا به گفته موراری باپو "راه حل‌های مقابله با اختلاف در میان ادیان بزرگ" را بررسی کرد.
او اظهار داشت که یافته‌های جدید علمی مناسب باید جایگزین برخی از خرافات مذهبی بی‌اساس شود.
در ۱۲ ماه مه ۲۰۱۰، در بلومینگتون، ایندیانا (آمریکا)
دالایی لاما با پیوستن به هیئت منتخب فقها پروژه بررسی زمینه‌های مشترک ادیان را به‌طور رسمی راه اندازی کرد که بر اساس آموزش‌ها و گفتگوهای چندین ساله وی با شاهزاده قاضی بن محمد از اردن طراحی شده بود در حقیقت این پروژه بر اساس کتاب زمینه‌های مشترک بین اسلام و بودیسم است.
براساس خبری از پایگاه خبری شفقنا در ۲۶ شهریور ۱۳۹۳ دالایی لاما خواستار برگزاری نشست بین الادیان در هند شد، دالایی لاما با توجه به خشونت‌های فزاینده درسرتاسر جهان به خصوص در شبه قاره هند واکنش تندی نشان داده و خواستار برگزاری یک کنفرانس بین‌المللی بین الادیان در خاک هندوستان شد. «گلک نامگیال» از مشاوران دالایی لاما نیز اعلام داشت کنفرانس بین الادیان را در دهلی نو برگزار خواهند کرد، گفته‌شده این کنفرانس نادر احتمالاً با حضور رهبران مسلمان، مسیحی، یهودی، هندو و بودایی تشکیل خواهدشد.

## مواضع اجتماعی
دالایی لاما یادآوری می‌کند که بر اساس احکام بودایی سقط کردن یک اقدام به قتل است،
مگر اینکه معلوم شود جنین عقب افتاده ذهنی است یا اینکه تولد وی مشکلات جدی ای را برای پدر و مادر به‌وجود می‌آورد بنابراین دیدگاه وی نسبت به سقط جنین بستگی به شرایطی دارد که در مورد هر فردی متفاوت است.
این موضع با نگرش‌های فرهنگی در تبت که در آن سقط جنین به صراحت تأیید نشده‌است در تقابل است، جایی که با وجود در دسترس بودن رایگان برای سقط جنین، زنان خود حاضر به اقدام در این مورد نیستند.
در تبت، گوشت شایع‌ترین مواد غذایی است، بیشتر راهبان از جمله دالای لاماها در طول تاریخ هر گونه ماده غذایی می‌خورده‌اند. دالایی لاما گیاه‌خواری را یک بار تجربه کرده‌است، اما پس از گرفتن زردی، پزشکان به او توصیه کردند که دوباره گوشت مصرف کند. زمانی که او به کاخ سفید رفته بود و به او یک منوی گیاهخواری پیشنهاد شد، او آن را رد کرد و پاسخ داد: "من یک راهب تبتی هستم، نه یک گیاهخوار " که این موضوع بحث‌انگیز شد.
در سال ۱۹۹۳، دالایی لاما در کنفرانس جهانی حقوق بشر حضور پیدا کرد و یک سخنرانی با عنوان «حقوق بشر و مسئولیت جهانی» ایراد کرد.
در سال ۲۰۰۱، دالایی لاما به یک دختر در مدرسه سیاتل، واشینگتن گفت که شلیک کردن به یک نفر با تفنگ در صورتی که او قصد کشتن تو را دارد مجاز است، اما افزود که شلیک نباید مرگبار باشد.
در مورد برابری جنسیتی و تبعیض جنسی، دالایی لاما در موزه ملی حقوق مدنی در ممفیس، تنسی در سال ۲۰۰۹ اعلام کرد: "من خودم را طرفدار حقوق زنان می‌دانم. این همان لقبی نیست که شما به کسی که برای حقوق زنان مبارزه می‌کند می‌دهید؟"

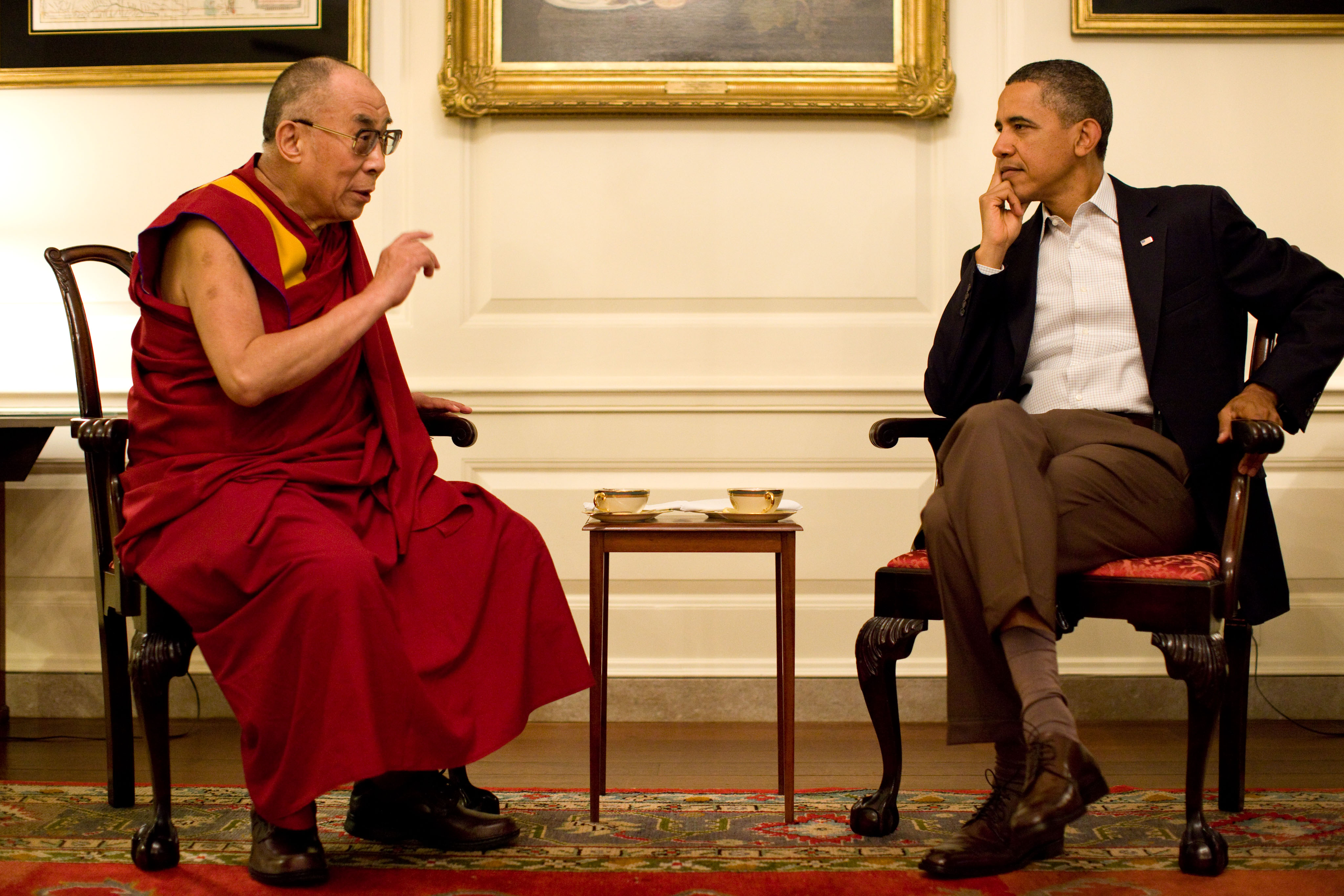
دالایی لاما با رئیس‌جمهور ایالات متحده باراک اوباما در کاخ سفید، ۱۶ ژوئیه ۲۰۱۱

## دموکراسی، عدم خشونت، هماهنگی مذهبی و ارتباط تبت با هند
دالایی لاما می‌گوید که او در گسترش پیام هند در مورد عدم خشونت و هماهنگی مذهبی در سراسر جهان فعال است. «من پیام‌آور افکار هند باستان در سراسر جهان هستم.» او گفته‌است که دموکراسی ریشه‌ای عمیق در هند دارد. او می‌گوید که هندوستان را به عنوان استاد در نظر دارد و تبت طی هشت قرن با داشتن حکیمان بزرگی مانند از ناگارجونا گرفته تا نالاندا از پیروان آیین بودایی هند بوده‌است. او اشاره کرده‌است که میلیون‌ها نفر از مردم جان خود را در خشونت‌ها از دست داده‌اند و اقتصاد بسیاری از کشورها به علت اختلافات در قرن بیستم خراب شده‌است. «اجازه بدهید قرن بیست و یکم قرن تساهل و گفتگو باشد.»

## اقتصاد
«از میان همه نظریههای اقتصادی مدرن، سیستم‌های اقتصادی مارکسیسم براساس اصول اخلاقی تأسیس شد، در حالی که سرمایه‌داری تنها به سود و سودآوری توجه دارد. مارکسیسم به توزیع ثروت به صورت مساوی و استفاده عادلانه از ابزار تولید توجه دارد. همچنین مارکسیسم به سرنوشت طبقه کارگر که اکثریت مردم را تشکیل می‌دهند و نیز به سرنوشت کسانی که محروم و نیازمند هستند و به کسانی که قربانی شرایط اقلیتی خود هستند و مورد استثمار قرار می‌گیرند توجه می‌کند. به همین دلیل این سیستم برای من جذاب است و عادلانه به نظر می‌رسد.» - دالایی لاما
خود را مارکسیست می‌نامد و اغلب به انتقاد از سرمایه‌داری می‌پردازد. او اعلام می‌کند که زمانی که خیلی جوان بوده راجع به کمونیست شنیده‌است، البته فقط در مورد جنبه ویرانگر کمونیسم در مغولستان. زمانی که به پکن سفر کرده نظریهٔ مارکسیستی را مورد مطالعه قرار داد و بعد اعلام می‌کند که، با توجه به مفاهیم مورد علاقه وی در خصوص خود کفایی و توزیع مساوی ثروت دالایی لاما می‌گوید: «من جذب مارکسیسم شدم، و تمایل زیادی برای عضویت در حزب کمونیست پیدا کردم.». او بر این باور است که چین سیاست حقیقی مارکسیستی را پیاده نکرده‌است،
و کشورهای کمونیستی تاریخی همچون اتحاد جماهیر شوروی به مراتب از مفهوم واقعی این سیاست به دور بوده‌اند و تنها به منافع محدود ملی خود می‌اندیشیده‌اند تا به منافع قشر کارگر در سطح جهانی ".
از نظر دالایی لاما از لحاظ سرمایه ملی در چین می‌توان گفت که، «استانداردهای زندگی میلیون‌ها نفر از مردم بهبود یافته‌است»، اما این پیشرفت تنها بر اساس منفعت طلبی است، در حالی که مارکسیسم به امور اخلاقی توجه دارد

## محیط زیست
او همچنین نگرانی خود را در مورد مشکلات زیست‌محیطی ابراز کرد. وی به رودخانه‌های بسیاری در آسیا که از تبت سرچشمه می‌گیرند اشاره کرده و اظهار داشته‌است که ذوب شدن یخچالهای طبیعی هیمالیا بر کشورهایی که این رودها در آن‌ها روان است تأثیر خواهد گذاشت.
او اذعان کرد قوانین چین رسماً مخالف قطع درختان در تبت است، اما به دلیل فساد در دستگاه رسمی چین، بعید به نظر می‌رسد که بر آن پایبند باشد.
او گفته‌است: «محیط زیست باید بخشی از زندگی روزمره ما باشد»
او شخصاً به جای حمام فقط دوش می‌گیرد و چراغ‌ها را وقتی که اتاق را ترک می‌کند خاموش می‌کند.
در حدود سال ۲۰۰۵ یک سری فعالیت‌های مبارزاتی را به منظور حفاظت از حیات وحش آغاز نمود، از جمله صدور حکم مذهبی در منع پوشیدن پوست ببر
و پلنگ به عنوان لباس.
دالایی لاما از حامیان مخالف صید نهنگ حمایت کرد و اما در عین حال آن‌ها را از اعمال خشونت نهی کرد.
بعد از سال ۲۰۰۹ کنفرانس تغییرات آب و هوایی سازمان ملل متحد، از رهبران ملی خواست تا نگرانی‌های داخلی را کنار بگذارند و در برابر تغییرات آب و هوا اقدامی جمعی نمایند.

## تمایلات جنسی
در نظر وی روابط جنسی از راه‌های غیرمعمول (چه همجنسگرا و چه دگرجنسگرا) در آیین بودا و برای بودایی‌ها پذیرفته شده نیست، اما جامعه باید از دیدگاه سکولار، با زنان و مردان همجنس‌گرا مدارا کند.
اگر چه در سال ۱۹۹۷ توضیح داد که اساس این آموزش‌ها (مبنی بر نفی همجنس‌گرایی) نامعلوم است و او تمایل دارد این‌گونه بیندیشد که احتمال دارد برخی از این آموزه‌ها مختص گروهی از مردم با فرهنگ و تاریخی خاص باشد. در حالی که مجدداً بر طبیعت پذیرفته نبودن این عمل تأکید نمود و اظهار داشت که بودیسم همجنس‌گرایی را و، روابط جنسی با جنس مخالف از طرق غیرمعمول را نفی می‌کند. از دیدگاه یک بودایی، همجنس‌گرایی یک رفتار جنسی تحریف شده‌است ".
در مصاحبه با مجله آوت در سال ۱۹۹۴، دالایی لاما توضیح داد: "اگر کسی پیش من بیاید و بپرسد که آیا همجنسگرایی درست است یا نه، من خواهم پرسید: نظر شریک زندگی شما چیست؟. اگر شما هر دو توافق دارید، آن زمان فکر می‌کنم بتوان گفت که رابطه دو مرد یا دو زن با یکدیگر در صورت رضایت هر دوی آن‌ها در صورتی که هیچ ضرری به دیگران نرسانند مسئله‌ای نیست.
با این حال، در سال ۱۹۹۶ در کتاب خود بنام «فراتر از تعصب»، او صریحاً می‌گوید،" همجنسگرایی، چه بین مردان یا بین زنان، به خودی خود نادرست نیست، چیزی که نادرست است استفاده از عضو نامناسب برای برقراری رابطه‌است.
او گفته‌است که رابطه جنسی رضایت زودگذر و دردسر بعدی را ایجاد می‌کند، در حالی که پاکدامنی زندگی بهتر همراه با «استقلال، و آزادی بیشتر» ارائه می‌دهد.
او می‌گوید که مشکلات از زندگی زناشویی ناشی می‌شوند و حتی می‌تواند منجر به خودکشی یا قتل شوند.
دالایی لاما گفته‌است که همه ادیان همین ایده را در مورد رابطه جنسی نامشروع دارند.

## اختلافات

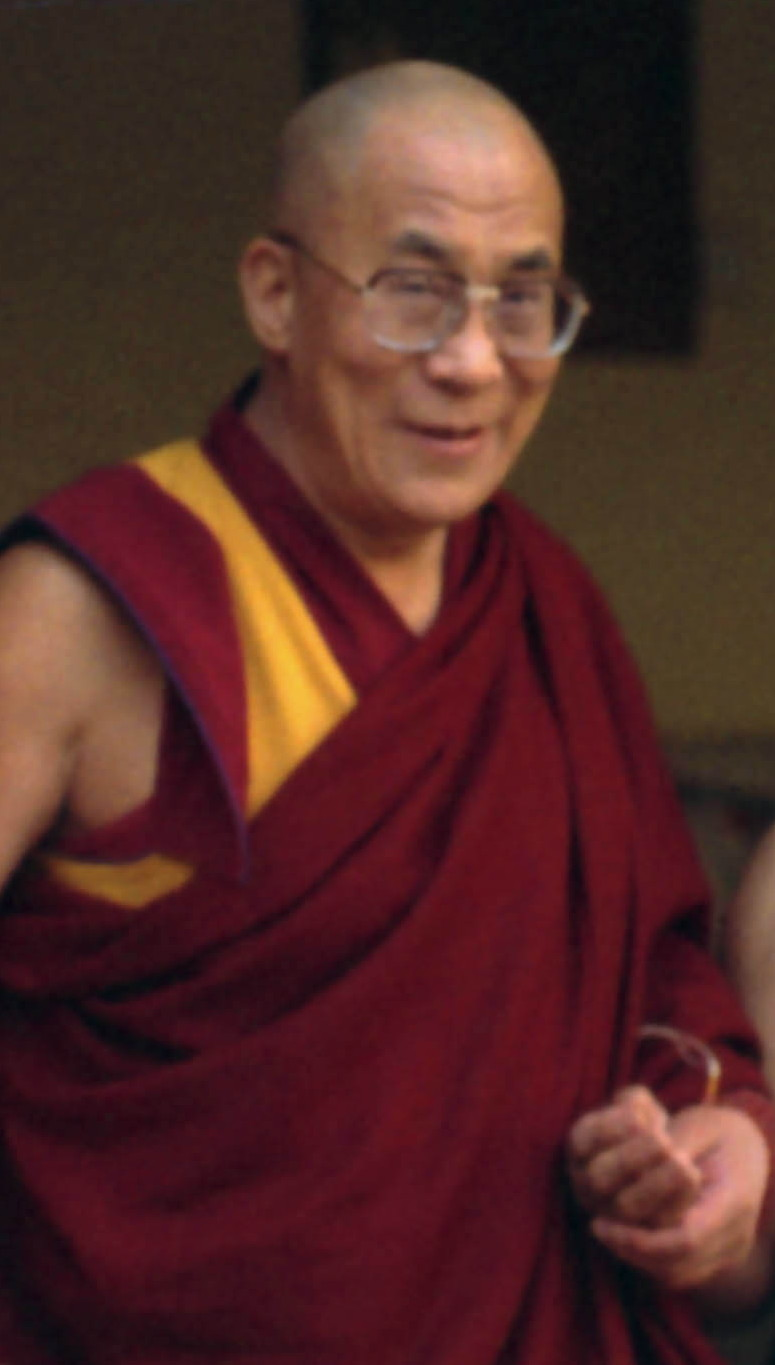
در محل اقامت خود در Dharamshala، ۱۹۹۳

### دورجه شوگدن
در طول یک تور آموزشی بریتانیا در ماه مه سال ۲۰۰۸، اعضای انجمن شاگدن غربی
نسبت به ممنوعیت نماز دورجه شاگدن، تظاهرات کردند و این اقدام را یک آزار مذهبی نامیدند.
در سال ۲۰۰۸ زمانی‌که دالایی لاما به استرالیا رفته بود تظاهرات مشابهی رخ داد.
دالایی لاما می‌گوید او این شیوه را ممنوع نکرده‌است، اما قویا از این بابت که در این روش یک روح را برتر و مهم‌تر از بودا بدانند از این شیوه دلسرد گشته‌است و معتقد است که این روال ممکن است فرقه گرایی را تشویق کند مانند دیگر روش‌ها و فرقه گرایی در درون بودیسم تبتی.
نمازگزاران شاگدن در هند داشتند که از پذیرش در بیمارستان‌ها، فروشگاه‌ها و سایر خدمات اجتماعی ارائه شده توسط جامعه محلی تبت ممنوع شده‌اند.

### شناخت هفدهمین کارماپا
یکی دیگر از اختلافات مرتبط با دالایی لاما، به رسمیت شناختن هفدهمین کارماپا است. دو جناح از مدرسه کاگیو بودیسم تبتی دو کارماپای مختلف انتخاب کرده‌اند که منجر به جدایی عمیق در درون مدرسه کاگیو شد. دالایی لاما از ترینلی یورگین دورجی حمایت کرده‌است در حالی که حامیان ترینلی تهای دورجه ادعا می‌کنند که دالایی لاما هیچ اختیاری در این موضوع ندارد و هیچ سابقه تاریخی برای دالایی لاما که خود را در اختلافات داخلی کاگیو درگیر کرده‌است وجود ندارد.
در سخنرانی خود در سال ۲۰۰۱ در کنفرانس بین‌المللی کارما کاگیو، کانزیگ شامار رینپوچه یکی از چهار نایب السلطنه کارما کاگیو دالایی لاما را به اتخاذ سیاست "جدایی (تفرقه) و تسلط (تفرقه بینداز، حکومت کن) برای از بین بردن هر رقابت سیاسی بالقوه در درون مدرسه کاگیو متهم کرد.
برای جانب خود (به نفع خود) (؟)، دالایی لاما نامه پیش‌بینی ارائه شده توسط تای درجی رینپوچه (یکی دیگر از نایب السلطنه‌های کارما کاگیو) را به عنوان یک منبع معتبر پذیرفت و بنابراین به رسمیت شناختن ترینلی یورگین دورجه از تای درجا رینپوچه نیز صحیح است.
ناظر تبت جولیان گیرینگ می‌گوید که ممکن است انگیزه‌های سیاسی برای تصمیم دالایی لاما وجود داشته باشد:
"دالایی لاما در تصدیق (ارگین) ترینلی دعای خیر خود را برای پیروزی وی بر مشکلات فرقه پیشین (مدرسه کاگیو) ¬ نثار کرد و اظهار امیدواری نمود که کارماپای جدید بتواند راه حل و پاسخ سیاسی به این پرسش تبت که آیا می‌توان ادعاهایی را مبنی بر این که یک پسر ساده بدوی مبدل به یک مهره سیاسی مذهبی شود را باور نمود یا نه؟ .. "
با این حال، طبق گفته تسورفوا لابرانگ، مقالات جولیان گیرینگ در این موضوع، مغرضانه، فاقد صحت و بدون تحقیق و بررسی امور ابتدایی است.

### حمایت سازمان سیا
در اکتبر سال ۱۹۹۸، دولت دالایی لاما اذعان کرد که او ۱٫۷ میلیون دلار در سال در دههٔ ۱۹۶۰ از دولت ایالات متحده از طریق سیا دریافت کرد و همچنین یک جنبش مقاومت در کلرادو را آموزش داده‌است.
وقتی که افسر سازمان سیا، جان کنت کناس در سال ۱۹۹۵ از او پرسید که آیا این سازمان در حمایت کردن از آن‌ها کار خوبی انجام داد یا نه، دالایی لاما پاسخ داد که اگر چه این اقدام به روحیه مقاومت افراد در برابر چینی‌ها کمک کرد ولی " هزاران نفر در مقاومت جان خود را از دست دادند علاوه بر این، که "دولت ایالات متحده خود را در درگیر مسائل کرده بود نه برای کمک به تبت، بلکه به عنوان یک تاکتیک جنگ سرد برای مبارزه با چینی‌ها ".

### روابط با هند
مطبوعات چین دالایی لاما را برای روابط نزدیک او با هند مورد انتقاد قرار دادند. او در ۲۰۱۰ بین‌المللی کنفرانس بودایی در گجرات گفت که او " از لحاظ ظاهری اهل تبت است ولی از لحاظ معنوی اهل هند می‌باشد " و خود را به عنوان "پسر هند" نامید. در صفحه ویژه پیپلز دیلی اینطور نوشته شده بود که اگر دالایی لاما حقیقتاً خود را هندی می‌داند تا چینی، پس چه دلیلی دارد که وی صدای مردم تبت به منظور دفاع از حقوق آنان باشد؟
از نظر دهونداپ گیالپو از نشریه "خورشید تبت" مذهب تبتی به نالاندا در هند بازمی‌گردد و تبتی‌ها هیچ اتصالی با چینی‌ها ندارند مانند ظروف آشپزخانه که در یک دست جای نمی‌گیرند این دو نیز (تبت و چین) از هم جدا بوده‌اند
مردم روزانه بر ارتباط بین آیین بودای چین و بودیسم تبتی تأکید می‌کنند و دالایی لاما را به خیانت در پذیرفتن تبت جنوبی به عنوان بخشی از هند متهم می‌کنند ".
دو سال قبل از آن در سال ۲۰۰۸، دالایی لاما برای اولین بار گفته بود که هند ادعا می‌کند سرزمینی بنام آروناچال پرادش از آن اوست، براستی بخشی از هند است، و در همین رابطه به مناقشه توافقی ۱۹۱۴ سیملا اشاره‌نمود.

### تصویر عمومی

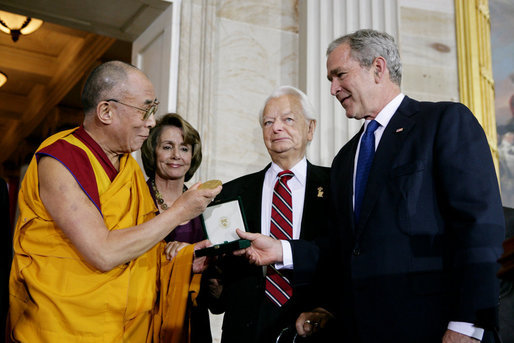
دالایی لاما دریافت مدال طلای کنگره در سال ۲۰۰۷. از چپ: نانسی پلوسی، مجلس سنا، رئیس‌جمهور موقت رابرت برد و رئیس‌جمهور ایالات متحده جرج دبلیو بوش

در سال ۲۰۱۱، دالایی لاما توسط مجله واتکینز به عنوان دومین روحانی با نفوذ در جهان ذکر شده.
جاذبه او از ابعاد مختلف از جمله توانایی او در رهبری و علاقه به بودیسم در سطح جهانی، ارزش‌های جهانشمول او، همدردی با تبتی‌ها و ترسی که از چینی‌ها در غرب وجود داشت عنوان شده‌است. در ۱۹۹۰ بسیاری از فیلم‌ها توسط صنعت فیلم آمریکا در مورد تبت عرضه شدند از جمله فیلمی در مورد زندگی‌نامه دالایی لاما که در آن هم به جایزه صلح نوبل دالایی لاما در ۱۹۸۹ و همچنین به خوشحالی پس از سقوط کمونیسم اشاره می‌گردد.
جالب‌ترین این فیلم‌ها، کوندان و هفت سال در تبت (فیلم) هستند که هر دو در سال ۱۹۹۷ تولید شدند.
منتقدان اخبار و رسانه‌های عمومی که (در مورد دالایی لاما و تبت) به بحث و جدال می‌پرداختند که تبت فئودال (ملوک الطوایفی) در واقعیت متفاوت با آن خیراندیشی است که برای عموم به تصویر کشیده شده بود.. قوانین کیفری تا قبل از ۱۹۱۳ شامل قطع عضو و مجازات اعدام بود و اجرای این احکام در یک سیستم اجتماعی به عنوان برده داری و بردگی تعریف می‌گردد.
در پاسخ، دالایی لاما موافقت کرد که بسیاری از شیوه‌های قدیمی تبت نیاز به اصلاحات دارد. اجداد او، مجازات‌های شدید و مجازات اعدام را ممنوع کرده بودند.
و او برخی از اصلاحات مانند حذف ارث بدهی را در سال‌های اولیه دولتش که تحت نظارت جمهوری خلق چین بود در سال ۱۹۵۱ آغاز کرده بود.
دالایی لاما صفحه‌ای شخصی نیز در فیس بوک دارد.

### پذیرش بین‌المللی
دالایی لاما موفق شده‌است تا همدردی غرب را نسبت به خود و نیز نسبت به استقلال تبتی‌ها، از جمله پشتیبانی تعداد زیادی از افراد مشهور هالیوود همچون ریچارد گی‌یر و استیون سیگال و نیز قانونگذارانی از چندین کشور مهم را بدست آورد.

### جوایز و افتخارات
دالایی لاما در طی فعالیت‌های سیاسی و معنوی خود جوایز متعددی نیز دریافت کرده‌است.
در سال ۱۹۵۹ او جایزه رامون مگسایسای را به خاطر رهبری جامعه دریافت کرد.
در ۲۲ ژوئن ۲۰۰۶ او یکی از تنها پنج نفری شد که تاکنون از جانب فرمانداری کل کانادا به عنوان شهروند افتخاری به رسمیت شناخته شده‌است. در ۲۸ ماه مه سال ۲۰۰۵، او جایزه کریسمس هامفریز را از جامعه بودایی در بریتانیا دریافت کرد. پس از تظاهرات میدان تیانانمن در سال ۱۹۸۹، کمیته نوبل نروژی به دالایی لاما جایزه صلح نوبل سال ۱۹۸۹را اعطا کرد.
این کمیته به خاطر مبارزات وی برای آزادی تبت و تلاش برای یافتن راه حلی صلح آمیز،
و در بخشی از مراسم بزرگداشت مهاتما گاندی این جایزه را به وی اهدا نمود "
اگر چه رئیس کمیته نیز گفت که این جایزه به منظور اعمال فشار بر چین در نظر گرفته شده، و از اینکه این جایزه به یک جدایی طلب داده شده بود ناخشنود و خشمگین بود.

## بازنشستگی
در ماه مه ۲۰۰۷، چهیم ریگزینگ، سخنگوی ارشد دفتر او اعلام کرد که دالایی لاما قصد باز نشسته شدن را دارد،
اما در سال ۲۰۰۸ خود دالایی لاما چنین حرکتی را رد کرد، گفت: " هیچ … سوالی در مورد بازنشستگی وجود ندارد ".
ریگزینگ اظهار داشت [در زمانی] رهبری سیاسی به مرور زمان منتقل خواهد شد اما دالایی لاما همچنان به رهبری معنوی خود ادامه خواهد داد". دالایی لاما اعلام کرد که او مایل است پارلمان تبت در تبعید، مسئولیت بیشتری بر دولت مرکزی تبت داشته باشد.
در پاسخ به نا آرامی‌های تبت در سال ۲۰۰۸،
در ۱۸ مارس ۲۰۰۸، دالایی لاما تهدید به کناره‌گیری کرد،
و این برای اولین بار بود که یک دالایی لاما چنین چیزی را اظهار می‌نمود.
دستیاران وی بعداً توضیح دادند که که این تهدید به منظور پیشگیری از تشدید خشونت در آینده بوده و این که او در حال حاضر قصد ندارد که دفاتر سیاسی یا معنوی خود را ترک کند.
او در ماه‌های متعاقب آن، جلساتی با هدف بحث در مورد مؤسسه آینده دالایی لاما برگزار کرد، از جمله «یک جلسه محرمانه، در مورد این که جانشین وی دریک کلیسای کاتولیک انتخاب شود یا نه، یک زن به عنوان جانشین وی باشد یا نه، اصلاً دالای لامای دیگری باشد یا نه، یا اینکه دو نفر باشند یا نه» (این موضوع اشاره به احتمال تأیید هم‌زمان جانشین تعیین شده توسط دالایی لاما و جانشین مورد تأیید توسط دولت چین دارد به‌طوری‌که هر دو هم‌زمان لقب دالایی لامای بعدی را حمل کنند). او خاطرنشان کرده‌است که هدف او این است که از تمام قدرت دنیوی چشم پوشی کند و دیگر نقش یک «رهبر رسمی معنوی» را بازی نکند و زندگی رهبانی ساده‌ای داشته باشد.
دالایی لاما در یک سخنرانی (در ۱۰ مارس ۲۰۱۱) اظهار داشت که او تغییراتی را در قانون اساسی دولت تبت در تبعید پیشنهاد خواهد داد که نقش دالایی لاما را به عنوان رئیس دولت، حذف می‌کند و او را با یک رهبر منتخب جایگزین خواهد کرد. به‌طوری‌که اگر این موضوع توسط پارلمان تبت در تبعید پذیرفته شود به بازنشستگی دالایی لاما و کناره‌گیری او از نقش سیاسی رسمی خود کمک خواهد نمود، اگر چه او مقام خود را به عنوان یک شخصیت مذهبی حفظ خواهد کرد.
او در در ۱۴ مارس ۲۰۱۱، به‌طور رسمی استعفای خود را به عنوان رهبر سیاسی به پارلمان تبت در تبعید (مستقر در دارامسالای هند) تسلیم کرد.
وی در تاریخ ۲۹ مه ۲۰۱۱، اصلاحیه‌ای برای منشور تبتی تصویب کرد و اختیارات اداری و سیاسی خود را به رهبران منتخب دموکراتیک دولت تبت مرکزی واگذارکرد.

## جانشین و تناسخ
دالایی لاما در ۲۴ سپتامبر ۲۰۱۱، بیانیه زیر را در مورد تناسخ در جسم تازه خود صادر کرد:
«هنگامیکه من به ۹۰ سالگی برسم با بالاترین لاماهای بودایی، مردم تبت، و دیگر افراد ذی‌ربط که به دنبال بودیسم تبتی هستند مشورت خواهم کرد، و دوباره ارزیابی خواهم کرد که آیا نهاد دالایی لاما باید به کار خود ادامه بدهد یا خیر و بر این اساس ما تصمیم‌گیری خواهیم کرد. اگر تصمیم گرفته شد که تناسخ دالایی لاما باید ادامه یابد و نیاز به پانزدهمین دالایی لاما نیز وجود دارد، مسئولیت این کار بر عهده افسران مورد اعتماد گدن فودرنگ دالایی لاما خواهد بود. آن‌ها باید با رؤسای مختلف بودایی تبت و محافظان هم قسم دارما که از خاندان دالایی لاما جدا نشدنی اند مشورت کنند.
آن‌ها باید به دنبال راهنمایی و پند در این زمینه باشند و به تحقیق و شناخت روش‌های مطابق با سنتهای قدیم بپردازند. در این ارتباط یک نوشتار راهنما، خواهم نوشت. به یاد داشته باشید که به غیر از شناخت تناسخ (دالایی لاما) از طریق روش‌های مشروع، دیگر کاندیداها از جمله آن‌هایی که در جمهوری خلق چین به منظور اهداف سیاسی معرفی می‌گردند هیچ گونه رسمیتی نداشته و پذیرفته شده نیستند.
در ۳ اکتبر ۲۰۱۱، دالایی لاما اظهارات خود را در مصاحبه با تلویزیون کانادا تکرار کرد. وی افزود موانع قوانین چین در انتخاب جانشین دالایی لاما تصمیم وی را عوض نخواهد کرد. او در این مصاحبه گفت: "طبیعتاً زندگی بعدی من به‌طور کامل مربوط به من است نه هیچ کس دیگری؛ و این یک موضوع سیاسی نیست، دالایی لاما همچنین اضافه کرد که این تصمیم برای او گرفته نشده که او تناسخ دالایی لاماهای پیشین یا آخرین دالایی لاما خواهدبود.

## کتابشناسی
- نگارش شرح زندگی شخصی بوسیلهٔ خود دالایی لاما (۱۹۹۰)، آزادی در تبعید، لندن: لیتل براون و شرکت، شابک ۹۷۸-۰-۳۴۹-۱۰۴۶۲-۱
- ترجمه شده توسط گشه توپتن جینپا، مقدمه ریچارد گر، جهان بودیسم تبتی، انتشارات ویزدام، شابک ۰-۸۶۱۷۱-۱۰۰-۹
- به کمک الکساندر برزین، سنت مودراهای "گلوگ کاگیو"، شابک ۹۷۸-۱-۵۵۹۳۹-۰۷۲-۹
- هنر شادی، شابک ۹۷۸-۰-۹۶۵۶۶۸۲-۹-۳
- اخلاق برای هزاره جدید، شابک ۹۷۸-۱-۵۷۳۲۲-۸۸۳-۱
- حکمت باستان، جهان مدرن: اخلاق برای هزاره جدید، انتشارات براون ابکاس، شابک ۹۷۸-۰-۳۴۹-۱۱۴۴۳-۹
- دزوگچن: جوهر دل در کمال، شابک ۹۷۸-۱-۵۵۹۳۹-۲۱۹-۸
- معنای زندگی: دیدگاه‌های بودایی در علت و معلول، ترجمهٔ هاپکینز جفری، انتشارات حکمت، شابک ۹۷۸-۰-۸۶۱۷۱-۱۷۳-۴
- زندگی مهربان، انتشارات ویزدام، شابک ۹۷۸-۰-۸۶۱۷۱-۳۷۸-۳
- خشونت و شفقت: گفتگو در مورد زندگی امروزی با ژان کلاد کریر، شابک ۹۷۸-۰-۳۸۵-۵۰۱۴۴-۶
- جوهر کلام سوترا:کلام دالای لاما در مورد معرفت، شابک ۹۷۸-۰-۸۶۱۷۱-۲۸۴-۷
- با همکاری C. هوارد کاتلر، هنر خوشبختی در محل کار، شابک ۹۷۸-۱-۵۹۴۴۸-۰۵۴-۶
  - حکمت بخشش: گفتگوهای صمیمی و سفر، شابک ۹۷۸-۱-۵۷۳۲۲-۲۷۷-۸
- ویرایش شده توسط آرتور زاجونس، فیزیک جدید و کیهان‌شناسی: گفتگو با دالایی لاما، شابک ۹۷۸-۰-۱۹-۵۱۵۹۹۴-۳
- جهان، در یک اتم: همگرایی علم و عرفان، کتاب جاده مورگان، شابک ۹۷۸-۰-۷۶۷۹-۲۰۶۶-۷
- چگونگی گسترش عشق: گسترش دایره روابط عاشقانه، ترجمهٔ هاپکینز جفری، کتاب دهلیز، شابک ۹۷۸-۰-۷۴۳۲-۶۹۶۸-۱
- دان فاربر، حکمت زنده، حضرت دالایی لاما، صداهای واقعی، شابک ۹۷۸-۱-۵۹۱۷۹-۴۵۷-۸
- پاتریک گافنی، ذهن در راحتی و سهولت: نگرش روشن بینی در کمال، شابک ۹۷۸-۰-۸۶۱۷۱-۴۹۳-۳
- راه رهبر، شابک ۹۷۸-۱-۸۵۷۸۸-۵۱۱-۸
- چگونه تمرین کردن: راه برای یک زندگی معنی دار، ترجمهٔ جفری هاپکینز، شابک ۹۷۸-۰-۷۴۳۴-۵۳۳۶-۳
- کالاچاکرا تانترا: مناسک آغاز کار (ویراست جفری هاپکینز)، شابک ۹۷۸-۰-۸۶۱۷۱-۱۵۱-۲
- قلب خوب: چشم‌انداز بودایی در تعالیم عیسی مسیح، ترجمهٔ گشه توپتن جینپا، شابک ۹۷۸-۰-۸۶۱۷۱-۱۳۸-۳
- بازکردن چشم آگاهی جدید، شابک ۹۷۸-۰-۸۶۱۷۱-۱۵۵-۰
- تصور کردن همه مردم: گفتگو با دالایی لاما در مورد پول، سیاست و زندگی به شکلی که می‌تواند باشد، شابک ۹۷۸-۰-۸۶۱۷۱-۱۵۰-۵
- قلب پذیرا، شابک ۹۷۸-۰-۳۱۶-۹۸۹۷۹-۴
- تمرین حکمت، شابک ۹۷۸-۰-۸۶۱۷۱-۱۸۲-۶
- چهره تبت: قدرت شفقت، شابک ۹۷۸-۰-۸۴۷۸-۱۹۵۷-۷
- دریاچه‌های دوقلو، قلبی از مهر: رویکرد عملی به یک زندگی معنی دار، ویسکانسین: مطبوعات لوتوس، شابک ۹۷۸-۰-۹۴۰۹۸۵-۳۶-۰
- تبت من، شابک ۹۷۸-۰-۵۲۰-۰۸۹۴۸-۸
- خواب، رؤیا، و مرگ (ویراست فرانسیسکو وارلا)، انتشارات حکمت، شابک ۹۷۸-۰-۸۶۱۷۱-۱۲۳-۹
- چگونه خودتان را به شکلی که واقعاً هستید ببینید، ترجمهٔ جفری هاپکینز، شابک ۹۷۸-۰-۷۴۳۲-۹۰۴۵-۶
- مشارکت توسط هربرت بنسون، دانیل گلمن، رابرت تورمن، و هوارد گاردنر، علم ذهن: گفتگوی شرق و غرب، انتشارات ویزدام، شابک ۹۷۸-۰-۸۶۱۷۱-۰۶۶-۹
- تبت من، شابک ۹۷۸-۰-۵۲۰-۰۸۹۴۸-۸
- قدرت بودیسم، شابک ۹۷۸-۰-۷۱۷۱-۲۸۰۳-۷

## همچنین مشاهده کنید
- مرکز دالایی لاما برای صلح و آموزش و پرورش
- مقاومت تبت از سال ۱۹۵۰

## نگارخانه

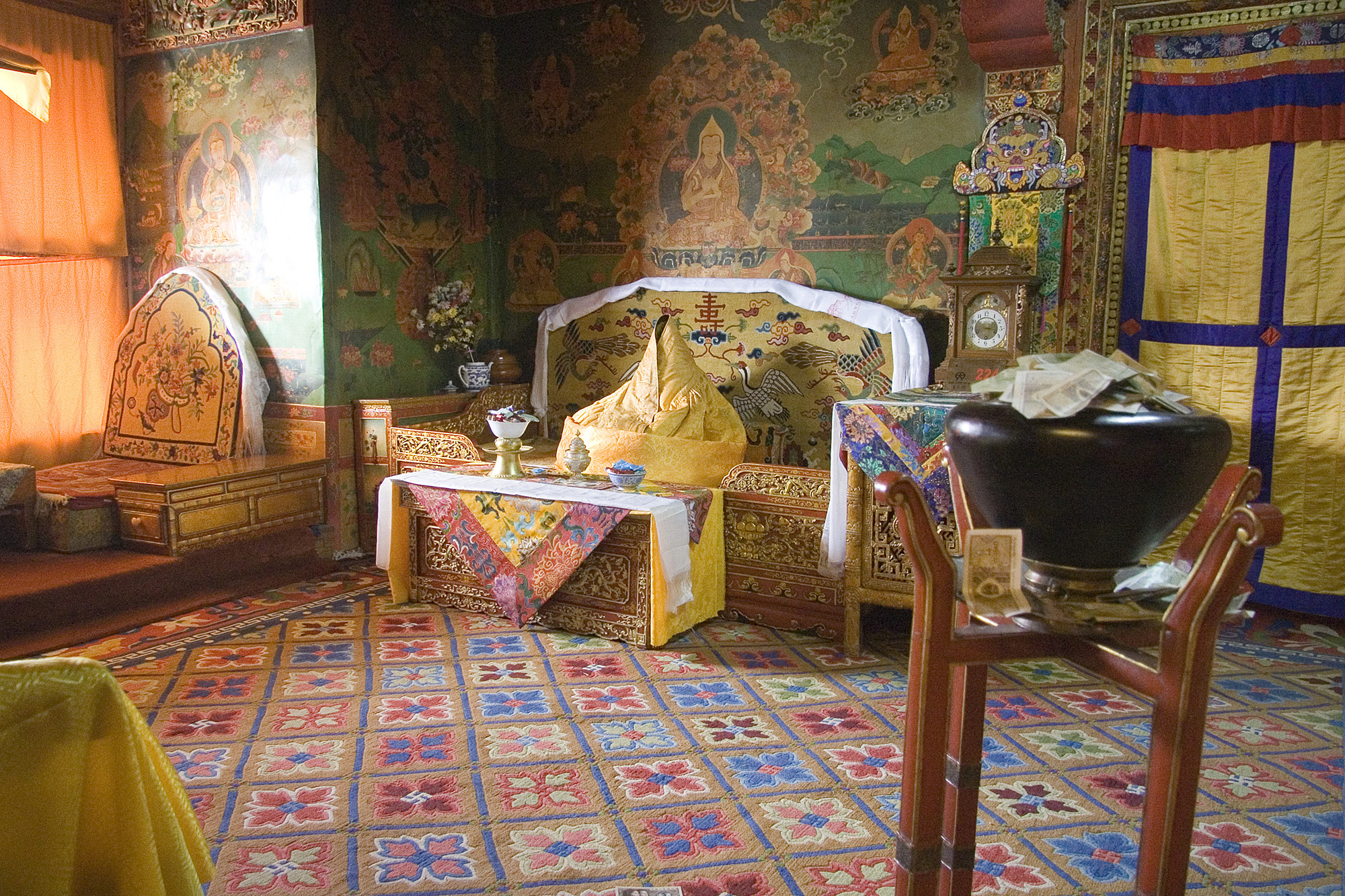
اقامتگاه پیشین دالای لاما در پوتالا، لهاسا
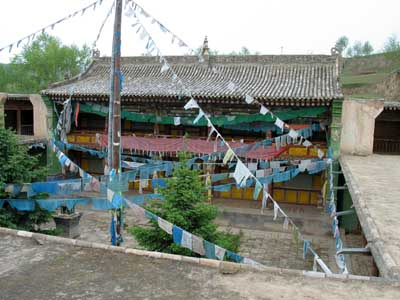
زادگاه در تاکتسر، آمدو
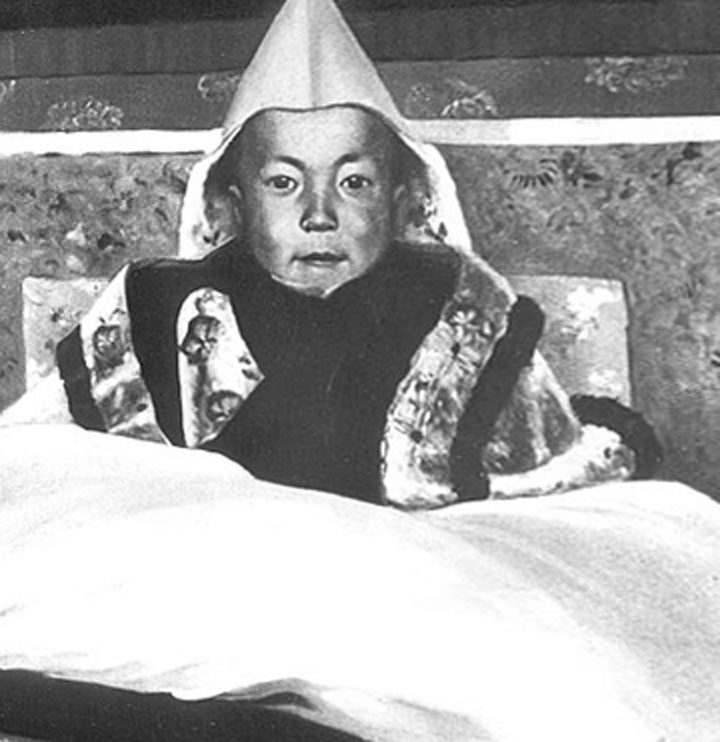
تانزین گیاتسوی کودک
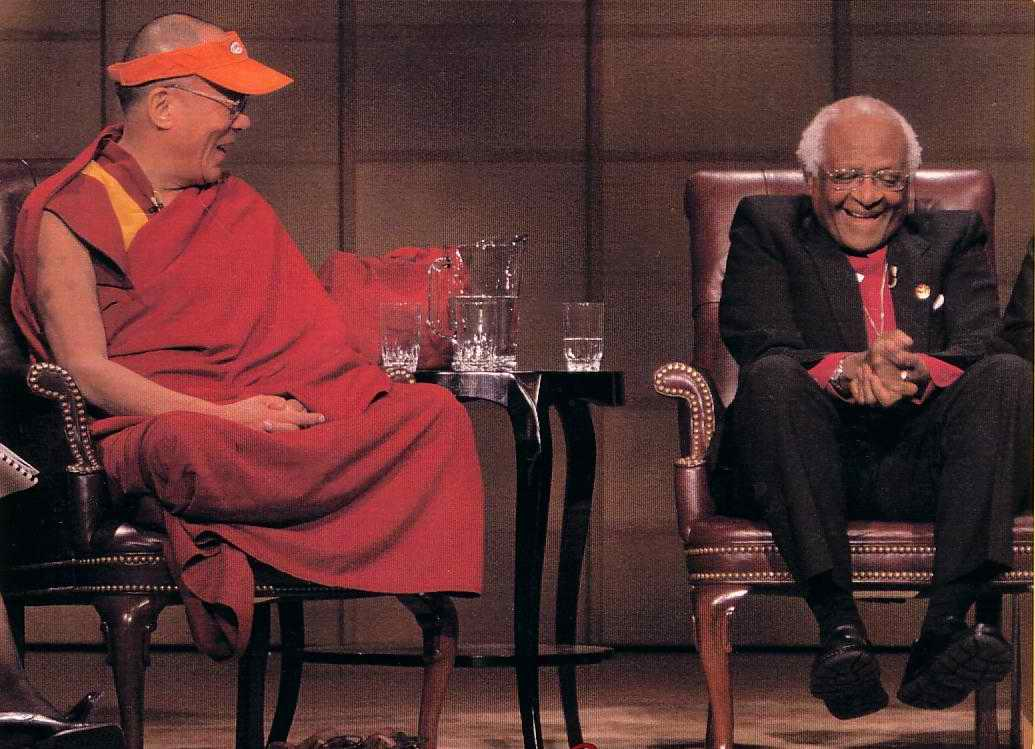
دالای لاما و اسقف دزموند توتو ۲۰۰۴. فرتور از Carey Linde
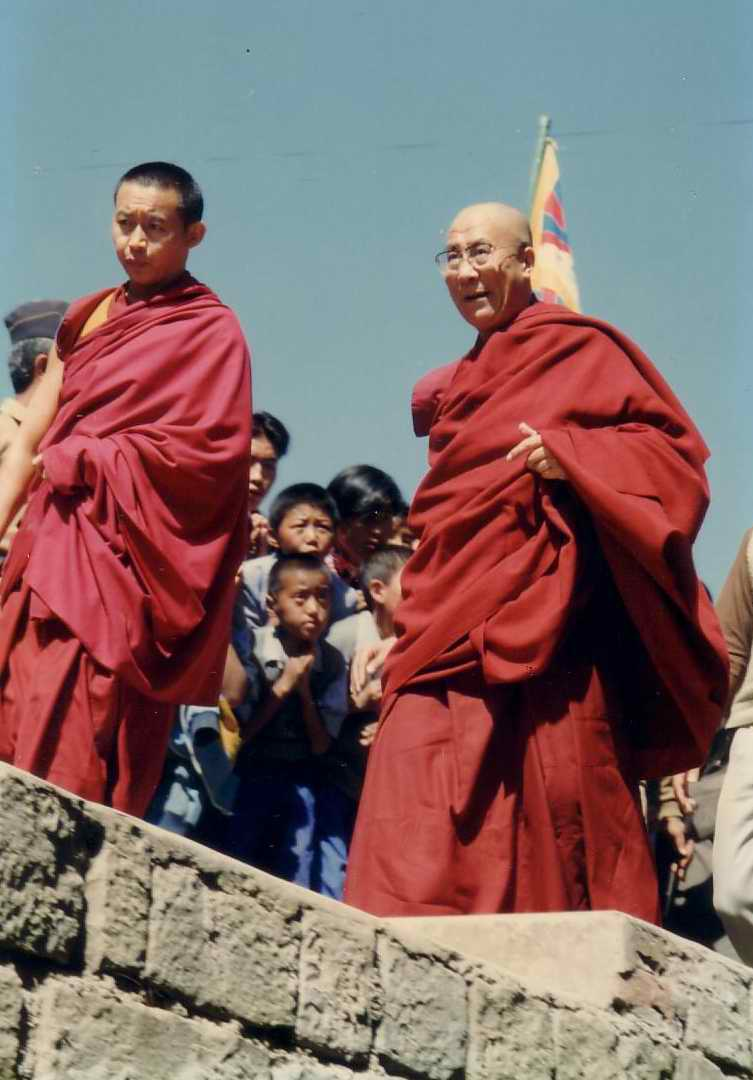
تنزین گیاتسو در دارمسلا، ۱۹۹۳
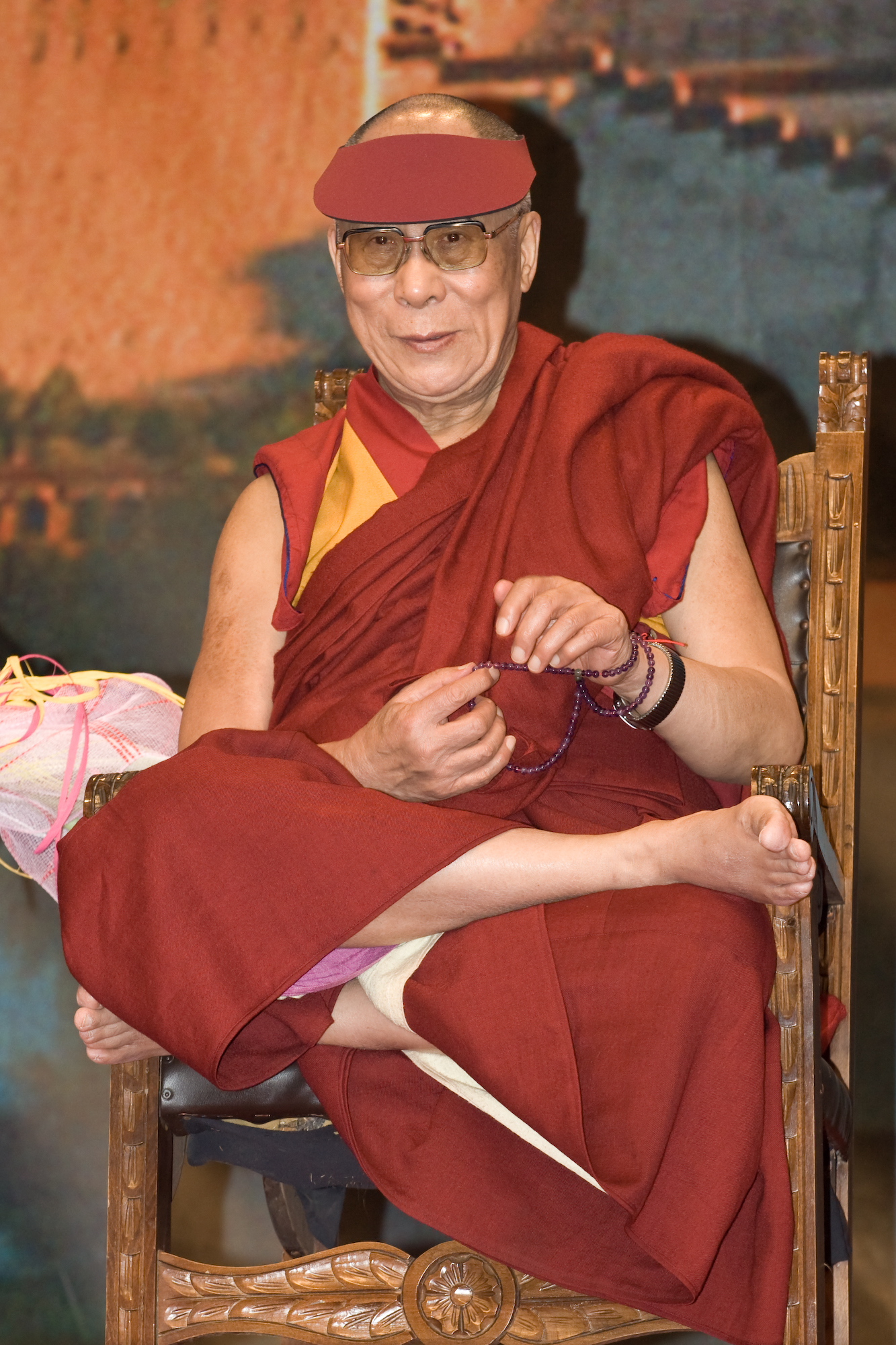
تنزین گیاتسو هنگام دیدارش در ایتالیا بسال ۲۰۰۷

| پیشین: نیروهای صلح‌بان سازمان ملل | برنده جایزه صلح نوبل ۱۹۸۹ | پسین: میخائیل گورباچف |